# Cratere Leleque
Leleque  è un cratere sulla superficie di Marte.